# Menjamel bru
El menjamel bru (Lichmera indistincta) és un ocell de la família dels melifàgids (Meliphagidae).

## Hàbitat i distribució
Habita mnglars, boscos, sabana i ciutats de les terres baixes de les illes Aru, sud de Nova Guinea, oest, nord, centre i est d'Austràlia.